# 市場鐵好想賺大錢
《市場鐵好想賺大錢》是梧桐柾木的日本漫畫作品，於club sunday及裏sunday連載，由小學館出版發行。中文版則由青文出版社代理發行。

## 作品簡介
市場財團的大少爺市場鐵，對於身處老家優渥環境，而無須以個人的能力獲得事物感到憂心，因而下定決心到與老家影響力隔絕的「私立學圓園學園」就讀。這所獨特的學校不論在升級、畢業、就職等各種方面，皆會依個人賺取的「金錢」來決定一切！

## 登場人物

### 主要人物
市場鐵
生日：1月1日、年齢：15歳、身高：175cm、體重：64kg。
喜歡的東西：專業且具上進心的人、一級品。
討厭的東西：扯後腿的人、帳篷生活。
本作的主角。對於身處老家優渥環境，而無須以個人能力獲得事物感到憂心，因而決定到與一般社會隔絕的「學圓園學園」就讀。外表帥氣，金色左眼平常被頭髮遮住。一旦找到一流專門人才時，常會莫名情緒高漲，發出奇怪笑聲，而被他人當成怪人，敬而遠之。兒時曾見過無數的專門人才，因而有著高於一般人的識人才能，一眼即能判別對方適合的工作、職務。擁有極強的動態視力，能以目視判別棒球投手投出的球種。當要使用左眼時，會用髮夾夾住左邊垂下的頭髮。金色左眼是亡故的祖父所給，之所以以兩眼目視對方的識人精確度上升，不是金色左眼有什麼特殊功能，單純只是本人集中力不同的緣故。
甫進入學圓園學園就讀時，便因違反校規而導致自身背負一億學圓的債務。鐵必須在三年內還清債務，每月償還至少300萬學圓，否則會被立即退學。學園內宿舍住宿費用高昂，鐵只好暫住在帳篷中。現在已經還清所有債務，為提高生活品質而努力。後來設立了「第一人才派遣社 神之左目」，以媒合人才為業。
朝政鋼
生日：6月27日、年齢：16歳、身高：170cm、體重：58kg。
喜歡的東西：學圓園學園、努力的學生們、祖父。
討厭的東西：不公平、不公正。
擔任學圓園學園第47代學生會長。才色兼備，就任學生會長之前為第一新聞社社長。但因學園內腐敗橫行，因而毅然離開艾爾莎所在的第一新聞社，投入學生會長選舉。抱持著「有幹勁的人應拿出相應成果」的信念，短時間內整頓了學園的風氣，使鋼的頭像被當作學園內的重要人物放在學圓上。因為以前過往的一件事，使鋼不願聘任其他學生會成員。學園30萬人的事務皆由鋼獨自一人打理，後來過勞的情形被鐵發現，鐵幫助鋼找到她心目中的學生會人選，減輕其不少負擔，且健康狀況也比以前要好得多。不善於花錢，常認為許多東西派不上用場而沒有購買，自家房間很大物品卻很少。
艾爾莎‧斯圖雅特
生日：5月5日、年齢：14歳、身高：154cm、體重：44kg、國籍：英國。
喜歡的東西：真實、快樂之類的事物、紅茶。
討厭的東西：貶低他人的謊言、蟬。
第一新聞社副社長，來自英國，具有開朗的性格和努力向前的行動力。不僅是社員，就連社長都依靠著她。有著能夠回應這份期待的實力，自己也是盡力付出，但這卻形成本人沒有察覺到的無形枷鎖。對以前仍在新聞社的前社長朝政鋼抱持強烈憧憬，因而對鋼離開新聞社就任學生會長一事，有著複雜的情感。之後，鐵幫助新聞社改善財政問題，並交換條件使新聞社社長能讓艾爾莎進入學生會。令社長將其開除，並在眾人善意欺騙下離開。後就任學圓園學園學生會副會長，處理有關社交、人脈活動等事宜。
生於英國富裕家庭，為姊弟三人的長女。在進入學圓園學園就讀之前便十分憧憬學校生活。
伊亞拉‧米塔爾
生日：8月30日、年齢：12歳、身高：138cm、體重：31kg、國籍：印度。
喜歡的東西：家人、知識、咖哩。
討厭的東西：偏見、怒吼、辛辣物
2歲就會讀書的天才兒童。身為著名投資家的祖父教授她關於投資的方法，在9歲至11歲的兩年間，便讓祖父給她的100萬日圓增至1億日圓，因而獲得「投資的妖精」的異名。性格內向，但對自己熟知的知識領域便會滔滔不絕地說起。尊敬將「股票與賭博是不同的」掛在嘴邊的祖父，努力以自身知識增加財富，結果卻造成雙親生活怠惰糜爛，不思勞務，讓伊亞拉留下心底創傷。伊亞拉之所以來到學園純粹是想逃避現實，並未抱持明確想法，因而被鋼質疑其擔任學生會一員的覺悟不足。之後在鐵的幫助下與雙親聯絡，知曉他們因散盡家財而悔改，一直在改正過往錯誤，使伊亞拉釋懷。後正式就任學圓園學園學生會會計。
九龍‧劉
生日：7月4日、年齢：14歳、身高：167cm、體重：56kg、國籍：美國。
喜歡的東西：叔叔、熱狗、讀書、鍛鍊、一個人能做到的事。
討厭的東西：壞蛋、不正當的金錢、沒意義的團體行動。
兒時被雙親遺棄的流浪孤兒，為了生存而偷竊他人物品過活，後被逮補他的警官照顧，常稱呼其為叔叔。但該警官收受賄絡使重要情報被黑幫知曉，造成死傷眾多的槍戰，遭警方逮捕。此事讓九龍烙下「賺錢是不對的」的價值觀。因為該警官的教導，他具有強烈正義感，擅長防身術、武器使用等。常對其厭惡的對手使用武力攻擊，因而被他人誤會與違法地下社團活動有關。後成功利用一連串方法，揭發違法地下社團活動的主犯，且改變自己對於「賺錢」的看法。後正式就任學圓園學園學生會書記。
鳴子花
國中部三年級的女學生，為「第117學食社 和食學食社」社長。與鐵的相遇成為後來一連串事情的開端。鐵非常賞識其料理才華，但花的膽小個性，使她的社團徘徊在存廢邊緣。後鐵幫助花找到社員，重振社團，並激發鐵設立有關於人才派遣的社團。
藤澤元子
外觀有如不良的女學生，原學食社社員。雖然料理技術不佳但待人接物技術一流。後接受鐵的建議加入花的社團，以「販賣料理」的才能幫助重振學食社。
佐藤誠
在第十三校舍就學的男學生。幫助剛入學的鐵了解學園內部事情，後加入鐵的社團。常和松上新之助一起行動。
松上新之助
在第十三校舍就學的男學生。表情起伏不大但很毒舌。知曉一些他人不知的情報，常和佐藤誠一起行動。

#### 地下學生會
主導銀
學圓園學園的學生，表面身份為第一廣播部的部長，真正身份為地下學生會的會長。
暗中策劃一連串陰謀，企圖使朝政鋼下台。最終計劃以失敗告終。本人被自己的傀儡久我山傑斯射傷腹部入院。

#### 其他學園內人物
斯巴達克‧德拉古諾夫
擔任學圓園學園風紀委員長，右臉頰有傷痕的魁武男性，致力於清除地下社團活動的違法事情。後來在追捕受學生會通緝的九龍的過程中，確認副風紀委員長涉嫌地下社團活動，將其逮捕。是位嚴謹且穩重的人。
風紀副委員長
利用副風紀委員長的地位，從事違法的地下社團活動，後被鐵和九龍的計謀暴露其身分，被斯巴達克指揮的風紀委員部隊逮捕。
入學典禮的吉他手
姓名不明的男學生，在入學典禮當天演奏吉他的謎之人物。具有音樂天分，但沒有自信，於學園內擔任美化委員。後來被鐵看出他與音樂的未解之情，接受社團活動的邀約，登台演出。
霸我和人
學圓園學園排名第四位的資產家，男學生。鐵看第一眼便認定其為自己的敵人。霸我運用其擁有的大量資金與人海戰術，設立了「第2人材派遣社 Dynast Road」，擠壓「第一人才派遣社 神之左目」的業務。
諾曼‧費斯
原為「第2學習社 N.F.Class」的社長，但被突然出現的霸我運用其優勢擊潰，加入Dynast Road成為幹部一員。
班‧葛拉漢
有著「教授」異名的學圓園學園排名第二位的資產家。擔任7月份社團股票上市的審查官。

#### 學園外人物
伊亞拉的雙親
伊亞拉努力以自身知識增加財富，結果卻造成雙親生活怠惰糜爛，不思勞務。之後他們因伊亞拉離家而悔改，一直在改正過往錯誤，使伊亞拉釋懷。
九龍的警察叔叔
照顧九龍的警官，被其稱呼為叔叔。但他收受賄絡使重要情報被黑幫知曉，造成死傷眾多的槍戰，遭警方逮捕。後來在觀看九龍就任書記演說時，發現九龍仍惦記著舊日往事，而流下淚來。
市場金貨
鐵的母親，市場財閥的第二代總裁。
看似隨便，實際上是一名精於計算的人。鐵形容自己是孫悟空的話，她就是把自己玩弄於股掌之間的如來佛。也是促成鐵就讀「私立學圓園學園」的人。
被譽為「連神也看不見手的女人」。
市場鐵心
鐵的父親，金貨的丈夫，原姓不詳，因入贅而改姓市場。
眼神凶悍，卻是一名家庭主夫。
市場金剛
鐵的外祖父，金貨的父親。市場財閥的第一代總裁。
死後，其眼睛分別捐贈予鐵與主導銀。

## 社團活動
學圓園學園內有超過一萬個社團，以下是漫畫中出現的社團。
第一人才派遣社 神之左目
有社長市場鐵、社員佐藤誠，兩名成員。以媒合人才為社團主要活動，也是鐵主要的收入來源。
第117學食社 和食學食社
社長為鳴子花。和食學食社徘徊在存廢邊緣時，受到鐵的幫助，使社團情況好轉。
第一新聞社
擁有100人以上社員的大型社團，發行報紙為其主要業務，資金收入主要來自廣告費用。
第二藝能社 soleil
委託市場鐵找尋「入學典禮的吉他手」的表演型社團。
第四服飾社 neo
第18服飾社 學圓園style
第2人材派遣社 Dynast Road
社長為霸我和人。運用龐大資金及人海戰術，擠壓「神之左目」媒合人才的業務空間。
地下社團活動
其實並非社團活動，而是學圓園學園推崇金錢交易，所產收一系列非法私下交易活動的總稱。

## 用語
私立學圓園學園
距今40年前設立，位於被海圍繞的小島上，面積約2萬個東京巨蛋大小。這所獨特的學校不論在升級、畢業、就職等各種方面，皆會依個人賺取的「金錢」來決定一切。
委員會
有學園委員會、風紀委員會、教育委員會、保險委員會、美化委員會、文化委員會等分支機構。
進級稅
要在學園內升上下一年級，必須繳納的費用，年級越高，費用越高昂。畢業須繳交畢業稅。
地下學生會
學圓園學園七大不思議之一，謠傳負責管理地下社團活動的秘密組織。事實上真實存在，會將夢想破滅繼而欲退學的學生納為同伴。
第十三校舍
十分破爛的教學樓，無法負擔學費的學生都在這裡。市場鐵在此認識藤澤元子、佐藤誠、松上新之助等人。

## 出版書籍
| 冊數 | 小學館         | 小學館                 | 青文出版社     | 青文出版社             |
| 冊數 | 發售日期       | ISBN                   | 發售日期       | ISBN / EAN             |
| ---- | -------------- | ---------------------- | -------------- | ---------------------- |
| 1    | 2012年9月18日  | ISBN 978-4-09-123865-8 | 2013年10月18日 | ISBN 978-986-310-791-0 |
| 2    | 2013年2月18日  | ISBN 978-4-09-124191-7 | 2014年4月18日  | ISBN 978-986-310-978-5 |
| 3    | 2013年6月18日  | ISBN 978-4-09-124320-1 | 2015年7月22日  | EAN 471-8016-01361-2   |
| 4    | 2013年11月18日 | ISBN 978-4-09-124502 1 |                |                        |
| 5    | 2014年4月18日  | ISBN 978-4-09-124624-0 |                |                        |
| 6    | 2014年9月18日  | ISBN 978-4-09-125106-0 |                |                        |
| 7    | 2015年3月18日  | ISBN 978-4-09-126026-0 |                |                        |
| 8    | 2015年7月17日  | ISBN 978-4-09-126260-8 |                |                        |
| 9    | 2015年10月16日 | ISBN 978-4-09-126480-0 |                |                        |
| 10   | 2016年1月18日  | ISBN 978-4-09-127015-3 |                |                        |
| 11   | 2016年7月15日  | ISBN 978-4-09-127362-8 |                |                        |
| 12   | 2016年10月18日 | ISBN 978-4-09-127394-9 |                |                        |
| 13   | 2016年11月18日 | ISBN 978-4-09-127442-7 |                |                        |

## 外部連結
- 作品官網（club sunday） （页面存档备份，存于）（日語）
- 作品官網（裏sunday）（日語）
- 梧桐柾木的部落格 （页面存档备份，存于）（日語）
- 梧桐柾木的推特 （页面存档备份，存于）（日語）